# Disaster Recovery
Der englische Begriff Disaster Recovery (im Deutschen auch Katastrophenwiederherstellung oder Notfallwiederherstellung genannt) bezeichnet Maßnahmen, die nach einem Ausfall von Komponenten in der Informationstechnik eingeleitet werden. Dazu zählt sowohl die Datenwiederherstellung als auch das Ersetzen nicht mehr benutzbarer Infrastruktur, Hardware und Organisation. Umfassender als Disaster Recovery ist der Begriff Business Continuity, der nicht die Wiederherstellung der IT-Dienste, sondern unterbrechungsfreie Geschäftsabläufe in den Vordergrund stellt.
Bei der Beurteilung einer Disaster-Recovery-Lösung sind folgende Vorgaben aus einer entsprechenden Business Impact Analyse zu beachten:
 Recovery Time Objective (RTO)
Wie lange darf ein Geschäftsprozess/System ausfallen? Das Recovery Time Objective legt die Zeit fest, die vom Zeitpunkt des Schadens bis zur vollständigen Wiederherstellung der Geschäftsprozesse (Wiederherstellung von: Infrastruktur – Daten – Nacharbeitung von Daten – Wiederaufnahme der Aktivitäten) vergehen darf. Der Zeitraum kann hier von 0 Minuten (Systeme müssen sofort verfügbar sein) bis mehrere Tage betragen, in Einzelfällen auch Wochen.
 Recovery Point Objective (RPO)
Wie viel Datenverlust kann in Kauf genommen werden? Das Recovery Point Objective legt den Zeitraum fest, der zwischen zwei Datensicherungen liegen darf, und damit indirekt, wie viele Daten oder Transaktionen zwischen der letzten Sicherung und einem Systemausfall höchstens verloren gehen dürfen. Wenn kein Datenverlust hinnehmbar ist, beträgt das RPO 0 Sekunden.